# Павлов, Аркадий Иванович
Павлов Аркадий Иванович (26 января 1893, Владикавказ, Терская область, Российская империя — 28 декабря 1964, Ленинград, СССР) — отечественный кораблестроитель, главный инженер и директор крупнейших советских судостроительных заводов — Судостроительного завода им. Марти (ныне — «Адмиралтейские верфи»), Северной верфи (в советские годы — Кораблестроительный завод им. Жданова) в Ленинграде, Николаевского судостроительного завода. Изобретатель метода секционной сборки корпуса с внедрением полносварных корпусов.

## Биография
Родился 26 января 1893 года во Владикавказе, в Терской области в семье чиновника. После окончания Владикавказской гимназии в 1910 году поступил на кораблестроительное отделение Санкт-Петербургского политехнического института. Зарекомендовал себя как один из лучших студентов курса. В 1914 году, после начала Первой мировой войны. студент 5-го курса ППИ Аркадий Павлов пытался добровольцем вступить в армию, но в действующую армию зачислен не был, а с учетом высокой технической подготовки направлен на службу в инженерно-техническую контору только-что отстроенной Путиловской верфи, где приступил к проектированию крейсера и миноносца. В 1915—1916 годах — зав. технической конторы Гутуевской судоверфи. В 1916 году был направлен помощником заведующего, а потом заведующим верфью Общества Финляндского пароходства в Выборге.
В 1919 году вернулся в Россию, защитил давно подготовленный дипломный проект и получил назначение заместителем заведующего судостроительной секцией Петроградского районного правления заводов тяжелой индустрии. В 1921—1922 годах слушатель научно-исследовательских курсов в Петроградском политехническом институте.
С 1922 года А. И. Павлов на руководящих должностях в Судотресте. С 1927 по 1934 годы Главный инженер и технический директор Судостроительного завода имени Андрэ Марти (ныне — «Адмиралтейские верфи»). Там впервые применил изобретенный им революционный метод секционной сборки корабельных корпусов с внедрением полносварных корпусов. Этот метод получил распространение на всех кораблестроительных заводах страны. В 1934—1936 годах Главный инженер Северной судоверфи в Ленинграде (в советские годы — судостроительный завод им. Жданова). В 1930 году провел три месяца под арестом по подозрению в шпионаже. С 1936 года Главный инженер Николаевского судостроительного завода (крупнейшего кораблестроительного завода на юге России). 1.09.1937 года арестован в Москве, приговорен (ВК ВС СССР 22.09.1938 г. по ст. 58-7,8,11) к 10 годам. С октября 1938 года заключенный специалист в Особых конструкторских бюро (в тюрьме «Кресты» и на заводе «Судомех» в Ленинграде). Освобожден в сентябре 1947 года, через год вновь арестован, приговорен к бессрочной ссылке в Красноярский край. Весной 1954 года освобожден и полностью реабилитирован. Работал до выхода на пенсию начальником отдела в ЦКБ-5 в Ленинграде.